# Цытович, Владимир Михайлович
Владимир Михайлович Цытович (1870—1917) — русский полковник, герой Первой мировой войны, командир лейб-гвардии Павловского полка

## Биография
Родился в городе Выборге, после окончания Выборгского реального училища поступил в Киевское пехотное юнкерское училище.
В 1890 году, после окончания Киевского пехотного юнкерского училища по 1-му разряду, был выпущен подпоручиком в Тираспольский 131-й пехотный полк.
С 1892 года переведен подпоручиком гвардии в Финляндский лейб-гвардии полк, в 1896 году произведён в поручики.
С 1900 года произведен в штабс-капитаны, с 1904 года в капитаны, с 1914 года произведён в полковники, продолжая служить в Лейб-гвардии Финляндском полку.
С 1914 года участник Первой мировой войны, в качестве командира батальона Лейб-гвардии Финляндского полка.
10 ноября 1914 года за храбрость был награждён орденом Святой Анны 2 степени с мечами.
16 декабря 1914 года за храбрость был награждён орденом Святого Георгия 4 степени. В Высочайшем приказе было сказано:
В бою лично управляя действиями батальона, взял укреплённую позицию противника, а затем  и следующие за ними окопы, овладев при этом девятью австрийскими пулеметами.
25 декабря 1914 года за храбрость был награждён Георгиевским оружием. В Высочайшем приказе было сказано:
Командуя батальоном на центральном участке и находясь в боевой линии, отбил шесть атак значительно превосходящих сил противника, но позиции своей не уступил.
С 1916 по 1917 годы командовал Томским пехотным полком.
С 1917 года назначен командиром Лейб-гвардии Павловского полка.

## Награды
- Орден Святого Станислава  3-й ст. (1906 г., мечи к ордену в 1915 г.);
- Орден Святой Анны 3-й ст. (1909);
- Орден Святого Станислава 2-й ст. (1912 г., мечи к ордену в 1915 г.);
- Орден Святой Анны 2-й ст. с мечами (ВП 10.11.1914);
- Орден Святой Анны 4-й ст. с надписью «За храбрость» (ВП 13.05.1915);
- Орден Святого Владимира 4-й ст. с мечами (ВП 26.02.1915);
- Орден Святого Владимира 3-й ст. с мечами (ВП 26.04.1915);
- Орден Святого Георгия 4-й ст. (ВП 01.06.1915);
- Георгиевское оружие (ВП 01.06.1915).